# Голям ястреб
Големият ястреб (Astur gentilis), наричан още герак, е граблива птица от семейство Ястребови (Accipitridae). Други локални (местни) имена на този вид ястреб са ястреб-кокошкар, крагуй и атмаджа.

## Описание
Дължината на тялото му е 53 – 66 cm, размахът на крилете му е 100 – 120 cm и тежи между 650 и 1500 g. Полов диморфизъм се наблюдава само в размера на възрастните птици, като женските екземпляри са по-едри.

## Подвидове
- A. g. albidus
- A. g. apache
- A. g. arrigonii
- A. g. atricapillus
- A. g. buteoides
- A. g. fujiyamae
- A. g. gentilis
- A. g. laingi
- A. g. marginatus
- A. g. schvedowi

## Разпространение
Прелетна птица. Среща се в Европа (включително България), Азия, Африка и Северна Америка.

## Начин на живот и хранене
Хищна птица, 85% от храната му се състои от дребни и средни по размери птици, като дроздове, вранови, яребици. Останалите 15% се падат на бозайниците като зайцевидни, гризачи и насекомоядни.

## Размножаване
Гнезди по дърветата. Гнездото има диаметър 60 – 80 cm и височина 50 cm. Снася 2 – 6 (най-често 3) зеленикави яйца, с размери 58 х 47 mm. Мъти 35 – 38 дни предимно женската, въпреки че и мъжкия взема участие. Малките напускат гнездото на 41 – 43 дневна възраст. Годишно отглежда едно люпило.

## Природозащитен статут
- Червен списък на световнозастрашените видове (IUCN Red List) – Незастрашен (Least Concern LC)[3]
- На територията на България е защитен вид.
- За неговата ниска численост са отговорни предимно гълъбари и ловджии, които го отстрелват с предлог, че е техен конкурент и вредител.

## Фотогалерия
- Млада птица
- Млада и възрастна птица
- Гнездо с малки